# Karel Vereecke
Karel Vereecke (Oostende, 6 april 1976) is een Belgisch voormalig wielrenner. Hij reed alleen voor Belgische ploegen en had dus een voornamelijk nationaal programma.

## Palmares
1999
- 3e - Omloop van de Westkust, De Panne
- 8e - Schaal Sels, Merksem
- 9e - Hasselt-Spa-Hasselt
- 14e - Kuurne-Brussel-Kuurne
- 50e - Paris-Tours
- 72e - Gent-Wevelgem

## Resultaten in voornaamste wedstrijden
| Jaar | Gent-Wevelgem | Kuurne-Brussel-Kuurne |
| ---- | ------------- | --------------------- |
| 1998 | 42e           | 8e                    |
| 1999 | 72e           | 14e                   |
| 2000 | 25e           | 7e                    |